# Shark Reef Aquarium at Mandalay Bay
Shark Reef Aquarium at Mandalay Bay är en djurpark för marina dägg- och ryggradslösa djur och som ligger på tomten till kasinot Mandalay Bay i Paradise, Nevada i USA. Den designades i samarbete med det kanadensiska Vancouver Aquarium Marine Science Center och stod klar 2000 till en kostnad på $40 miljoner. Shark Reefs största akvarium rymmer 4,9 miljoner liter och är ett av Nordamerikas största.
När den invigdes 2000 hette den Shark Reef at Mandalay Bay men den misstogs ofta att vara en restaurang för skaldjur. År 2007 bestämde akvariets ägare MGM Mirage att Aquarium skulle läggas till i namnet för att undvika framtida missförstånd.